# Nuno Xavier Daniel Dias
Nuno Xavier Daniel Dias, mort assassiné le 11 juin 1976 à Vila Nova de Gaia au Portugal, est un ingénieur aéronautique et homme politique santoméen.

## Biographie
Ingénieur en aéronautique, Nuno Xavier Daniel Dias est le premier Santoméen à être chef du service de l'aéronautique civile dans son pays. Il aide alors à l'agrandissement de la piste de l'aéroport.
Le 12 juillet 1975 à São Tomé, avec l'amiral portugais António Rosa Coutinho, il proclame l'indépendance de Sao Tomé-et-Principe et signe le traité d'indépendance, qui met fin à 500 ans de colonisation portugaise. Élu à l'Assemblée constituante en juillet 1975, il est président de cette dernière jusqu'à sa nomination au ministère de l'Équipement social et de l'Environnement.
Il meurt assassiné le 11 juin 1976 dans un accident d'avion à Vila Nova de Gaia au Portugal.